# Germano de Figueiredo
Germano de Figueiredo (Alcântara, 1932. december 23. – Linda-a-Velha, 2004. július 14.)  portugál válogatott labdarúgó.

## Pályafutása

### A válogatottban
1953 és 1966 között 24 alkalommal szerepelt a portugál válogatottban. Részt vett az 1966-os világbajnokságon.

## Sikerei, díjai
Benfica
- Portugál bajnok (4): 1960–61, 1962–63, 1963–64, 1964–65
- Portugál kupa (2): 1961–62, 1963–64
- BEK-győztes (2): 1960–61, 1961–62
- BEK-döntős (2): 1962–63, 1964–65

Atlético
- Portugál másodosztály (1): 1958–59

Portugália
- Világbajnoki bronzérmes (1): 1966